# KRYニュース
『KRYニュース』（ケーアールワイニュース）は、山口放送がテレビとラジオを通して放送するニュース番組。テレビは、全国ニュースの後のローカルニュース枠として放送されることが殆どで、ラジオは、読売新聞ニュースか中国新聞ニュース（資本関係の問題で地元県域新聞の山口新聞からのニュース提供は行っていない）として放送している。テレビにおいては、2006年6月、7月の地上デジタル放送開始に備え、その試験放送からハイビジョン制作で放送している。
2006年10月より、KRYニュースのオープニング・エンディングの画像とBGMがリニューアルされた。

## テレビにおいての放送時間
- 月曜・火曜・水曜・木曜 21:54 - 22:00
- 金曜 20:54 - 21:00
- 平日 11:40 - 11:45
- 土曜 17:20 - 17:25、20:54 - 21:00
- 日曜 11:40 - 11:45、16:55 - 17:00、20:54 - 21:00

いずれも特別番組編成の都合上放送時間が変更される場合がある。

## ラジオにおいての放送時間
凡例：【K】KRYニュース　【Y】読売新聞ニュース　【C】中国新聞ニュース　【N】ニュース

＜注＞ワイド番組内包型の場合は「ニュース」としての放送があるが、山口放送番組表に沿って別の形で表記する
平日
- 【N】7:01 - 7:05（『KRY Morning Up』内）
- 【N】8:19 - 8:22（『KRY Morning Up』内）
- 【K】9:00 - 9:05（『KRY Morning Up』内）
- 【N】12:15 - 12:20（『お昼はZETTAI ラジTIME』内） - 特に明記はされていないショートニュースコーナー
- 【C】13:00 - 13:05（『お昼はZETTAI ラジTIME』内）
- 【Y】14:00 - 14:05（『お昼はZETTAI ラジTIME』内）
- 【Y】16:00 - 16:05
- 【N】18:00 - 18:17（『KRYニュースジャンクション』内） - 天気予報・道路交通情報と抱き合わせ

土曜日
- 【K】9:55 - 10:00（『どよーDA!』内）- 天気予報と抱き合わせ
- 【K】13:55 - 14:00（『ロンドンブーツ1号2号 田村淳のNewsCLUB』内）- 天気予報・道路交通情報と抱き合わせ

日曜日
- 【K】16:00 - 16:05

ラジオ版の『KRYニュース』でも専用のショートジングルに「KRYニュース・・・」と男声アナウンスが乗るものが放送されていたが、徐々に減っている。そのほか独立枠として放送される場合は担当アナウンサーの時刻アナウンスに引き続き「この時間のKRYニュースは・・・」と伝える。エンディングも同様である。

## 関連番組
- KRYニュースライブ
- KRYニュース・天気予報

- ラジオ・KRYニュースウェーブ6（月 - 金 18:00 - 18:20）→ラジオ・KRYニュースジャンクション（月 - 金 17:15 - 18:20）→（月 - 金 18:00 - 18:20）※『〜ジャンクション』になってからはJRN系ネットワークニュースを内包
- ラジオ・KRYニュースウェーブウィークエンド（土 17:40 - 18:00）※JRN系ネットワークニュースを内包